# Довгоніг
«Довгоніг» (англ. Longlegs) — американський фільм жахів-трилер, написаний та знятий Озом Перкінсом. У головних ролях: Майка Монро і Ніколас Кейдж, який також виступив продюсером фільму через свою продюсерську компанію Saturn Films. У ролях другого плану також знялися Алісія Вітт, Блер Андервуд, Кірнан Шипка та Дакота Долбі.
Прем'єра фільму у Сполучених Штатах відбулася 12 липня 2024 року. Прем'єра в Україні відбулася 1 серпня. Фільм отримав позитивні відгуки від критиків.

## Сюжет
У 1970-х роках в Орегоні молода дівчина з фотоапаратом іде на таємничий голос і зустрічає дивного чоловіка в блідому макіяжі.
У 1990-х роках агент ФБР Лі Гаркер, яка має здібності до ясновидіння, отримує призначення від свого керівника Вільяма Картера розслідувати справу про серію вбивств-самогубств в Орегоні. У кожній справі батько вбиває свою сім'ю і себе, залишаючи після себе лист із сатанинським кодом, підписаний як «Довгоніг», почерк якого не належить жодному з членів сім'ї. Лі з'ясовує, що в кожній родині була 9-річна донька, яка народилася 14 числа, всі вбивства сталися протягом шести днів до або після дня народження, а на календарі вбивства утворюють окультний символ трикутника, в якому не вистачає однієї дати. Під час розмови зі своєю матір'ю Рут, Лі отримує закодовану листівку з днем народження від Довгонога, який попереджає її, що розкриття джерела коду призведе до вбивства її матері.
За підказкою Лі та Картер знаходять ляльку з високоенергетичною металевою кулею всередині. Незважаючи на скептичне ставлення Картера до надприродного, Лі припускає, що Довгоніг використовує ці кулі, щоб одержувати людей, оскільки кожна сім'я отримала подібну ляльку. Після відвідин Керрі, єдиної вцілілої після нападів Довгонога, до якої раніше приходив хтось, хто називався ім'ям Лі, Картер підозрює зв'язок Лі з Довгоногом. Дізнавшись, що Рут подала заяву в поліцію про зловмисника, який підходив до Лі на її дев'ятий день народження, Картер заохочує Лі поговорити з нею. Рут спрямовує Лі до дитячих речей, де вона знаходить полароїд із блідолицим чоловіком, і з'ясовує, що Довгоніг — це той самий чоловік, який приходив до юної Лі на її день народження. Лі подає фотографію, що призводить до арешту Довгонога. Зрозумівши, що зникла дата припадає саме на цей день, Лі боїться, що спільник скоїть ще одне вбивство. У кімнаті для допитів Довгоніг стверджує, що служить «людині знизу», і натякає на причетність Рут, перш ніж накласти на себе руки.
Агент Браунінг відвозить Лі до будинку її матері, де Лі стає свідком того, як Рут вбиває Браунінг з рушниці. Потім Рут знищує ляльку, схожу на молоду Лі, від чого Лі втрачає свідомість. Лі бачить, що Рут була спільницею Довгонога з самого дитинства. Довгоніг змусив Рут обирати між смертю доньки та виконанням його наказу, що змусило її підкоритися і пощадити Лі. Довгоніг жив у підвалі Гаркер, створюючи сатанинські ляльки, які Рут, видаючи себе за черницю, розносила по сім'ях, змушуючи їх вбивати один одного. Лялька Лі заблокувала її спогади про Довгонога, водночас впливаючи на неї своєю магією.
Прокинувшись у підвалі, Лі чує по телефону демонічний голос, який попереджає її про дев'ятий день народження доньки Вільяма Рубі, що був запланований на цей день. Лі поспішає врятувати Картерів, чия смерть завершить трикутник Довгоногого. Вона застає сім'ю вже одержимою, а Рут принесла ляльку. Після того, як Вільям вбиває свою дружину Анну, Лі стріляє в нього, щоб захистити Рубі. Рут нападає з кинджалом, змушуючи Лі вбити її. Лі намагається знищити ляльку, але в неї закінчуються набої. Вона каже Рубі, що їм треба йти, але Рубі залишається застиглою, дивлячись на ляльку.

## У ролях
- Майка Монро — Лі Гаркер, агент ФБР, якій доручено вести справу Довгонога[3]
  - Лорен Акала — молода Лі Гаркер[4]
- Ніколас Кейдж — Дейл «Довгоніг» Коббл, невловимий серійний вбивця, за яким полює ФБР[3]
- Алісія Вітт — Рут Гаркер, релігійна мати Лі[4]
- Блер Андервуд — агент Картер[4]
- Дакота Долбі — агент Гораціо Фіск[5]
- Кірнан Шипка — Керрі Енн Камера, єдина відома людина, яка вижила після нападу Довгонога[4]
- Джейсон Дей — батько Камера
- Ліза Чендлер — мати Камера[5]
- Ерін Бойс — агент ФБР[5]
- Ава Келдерс — Рубі Картер[5]
- Чарльз Джарман — священник[5]

## Виробництво
У листопаді 2022 року повідомлялося, що Оз Перкінс буде режисером за сценарієм, який він написав. Ніколас Кейдж став одним із продюсерів фільму (зі своєю кінокомпанією Saturn Films) і зіграє головну роль серійного вбивці. У лютому 2023 року стало відомо, що до акторського складу фільму приєдналася Майка Монро в ролі агента ФБР Лі Гаркер. Наступного місяця до фільму долучилися Алісія Вітт і Блер Андервуд.
Основні зйомки проходили у Ванкувері, Британська Колумбія, з 16 січня по 23 лютого 2023 року, оператором виступав Андрес Арочі.

## Випуск
У лютому 2023 року компанія Neon придбала права на фільм у Північній Америці на Європейському кіноринку. Показ фільму відбувся на фестивалі Beyond Fest у Лос-Анджелесі 31 травня 2024 року. Його реліз відбувся на 12 липня 2024 року в США та Великій Британії.
Дата виходу фільму в Україні — 1 серпня 2024 року.

## Сприйняття

### Критичні відгуки
На вебсайті агрегатора рецензій Rotten Tomatoes 85% відгуків 302 критиків є позитивними з середнім рейтингом 7,5/10. На сайті є консенсус щодо фільму: «Просякнутий тривожним настроєм, з використанням кошмарного гонзо Ніколаса Кейджа, Довгоніг — це сатанинський жах, який ефективно сіє паніку». Metacritic, який використовує середньозважену оцінку, присвоїв фільму 77 балів зі 100, спираючись на 52 відгуки критиків, що свідчить про «загалом сприятливі» рецензії. Глядачі, опитані CinemaScore, поставили фільму середню оцінку «C+» за шкалою від A+ до F, а глядачі, опитані PostTrak, дали йому 70% загальної позитивної оцінки, в середньому 3 зірки з 5.
Девід Руні в статті для The Hollywood Reporter високо оцінив фільм: «Можна стверджувати, що він змішує занадто багато елементів — кримінальний процес, окультну таємницю, маніпуляцію свідомістю, поклоніння Сатані, страшні ляльки, фаустівську угоду і „черницю”, яка не годиться для жодного монастиря. Але Довгоніг — це найбільш повно реалізований і безжально ефективний фільм [Оза] на сьогодні». Боб Штраус із San Francisco Chronicle писав: «Найбільше вражає те, як Перкінс поєднує психологічний і надприродний жах у спосіб, якого раніше ніхто не бачив. Довгоніг — це похмуре, поетичне кіно, де диявол, безумовно, ховається в деталях». Річард Лоусон з Vanity Fair вважає, що фільм розчарував, написавши: «Довгоніг — стильний, але порожній фільм, за яким нічого не стоїть. Як сказав би Ганнібал Лектер, добре вичищене, метушливе сміття з відсутністю смаку».
Дж. Хуртадо зі Screen Anarchy оголосив «Довгонога» «шедевром; нечестивим, моторошним поєднанням високого мистецтва та тривоги, фільмом, у якому кожен кадр — кошмар, і він прекрасний». Написавши для Bloody Disgusting, Меган Наварро високо оцінила гру та атмосферу «Довгонога», зробивши висновок: «Довгоніг настільки ж стильний, наскільки й позачасовий, просякнутий клаустрофобічним жахом і гниллю». Білл Бріа з /Film назвав «Довгонога» «найстрашнішим фільмом жахів 2024 року», відзначивши «рок-н-рольний дух» фільму.